# Mirjam Katzin
Mirjam Linnea Iache Katzin, född 20 november 1986 i Jönköping, är en svensk akademiker och jurist. Hon har avlagt juris doktorsexamen från Lunds universitet. Hon arbetade 2020-2022 som koordinator mot antisemitism för Malmö kommun och arbetar nu som forskare vid Segerstedtinstitutet vid Göteborgs universitet.

## Bakgrund
Katzin föddes 1986 i Jönköping, där hon också växte upp. Hon är judinna, och flyttade delvis på grund av antisemitismen hon utsattes för till Lund för att avsluta sin gymnasieutbildning, hon bosatte sig senare i Malmö där hon har bott sedan 2005.

## Arbete
Katzin publicerade sin doktorsavhandling om effekterna av införandet av vårdvalssystem i Sverige i oktober 2020. Hon arbetar som samordnare mot antisemitism för Malmö kommun. Som ett led i detta har hon publicerat två rapporter. I början av 2021 färdigställde hon en rapport om antisemitism i Malmös förskolor och skolor. I november 2022 skrev hon en rapport om vardagssituationen för judiska invånare i Malmö.  Hon är för närvarande projektledare för nätverket Learning, prevention and consequences of antisemitism in the Swedish educational system vid Segerstedtinstitutet vid Göteborgs universitet.

## Politik och aktivism
Katzin var tidigare medlem i Vänsterpartiet och var ordförande för partiets Malmöförening från 2017 till 2019. Hon har även suttit i kulturnämnden för partiet. Hon var en av initiativtagarna till att starta en feministisk festival 2013, och fortsatte att arbeta för festivalen fram till 2017. 2014 vann hon årets jämställdhetspris av Malmö kommun för sitt arbete.